# Moscow, Idaho
Moscow, Idaho là một thành phố thuộc quận, tiểu bang Idaho, Hoa Kỳ. Thành phố có diện tích 17,9 km², dân số thời điểm năm 2000 theo điều tra của Cục điều tra dân số Hoa Kỳ là 23.131 người2.
Thành phố nằm dọc theo biên giới Washington Idaho. Đây là thành phố đông dân nhất và quận lỵ của quận Latah 6 và là nơi có Đại học Idaho.
Trong khi các trường đại học là đơn vị sử dụng lao động chiếm ưu thế ở Moscow, thành phố cũng là một trung tâm nông nghiệp và thương mại cho vùng Palouse. Dân số là 21.291 theo điều tra dân số năm 2000, với một ước tính năm 2008 của 23.131 [2].
Độ cao của trung tâm thành phố là 2.579 foot (786 m) trên mực nước biển. Đường cao tốc lớn phục vụ thành phố là US-95 (bắc-nam) và Quốc lộ 8 (phía đông-tây), cả hai đều được định tuyến thông qua trung tâm thành phố Moscow.